# Gitschtal
Gitschtal är en kommun  i Österrike. Den ligger i distriktet Hermagor i förbundslandet Kärnten, i den centrala delen av landet, 290 km sydväst om huvudstaden Wien. 
Kommunen består av 10 orter (Ortschaften) (inom parentes invånarantal 1 januari 2024):
- Brunn (2)
- Golz (5)
- Jadersdorf (168)
- Langwiesen (6)
- Lassendorf (71)
- Leditz (9)
- Regitt (21)
- St. Lorenzen im Gitschtal (250)
- Weißbriach (700) - kommunens huvudort
- Wulzentratten (3)